# Amundi
Amundi, är ett franskt kapitalförvaltningsbolag. Med 1729 miljarder euro i förvaltat kapital i slutet av 2020 rankas det först bland kapitalförvaltningsföretag i Europa och bland de största globala aktörerna i denna sektor.